# Brassband Amersfoort
Brassband Amersfoort, voorheen Veluwe brass, is een brassband in de stad Amersfoort. de muziekvereniging heeft 31 leden en staat sinds december 2011 onder leiding van dirigent Vincent Verhage. De Brassband komt uit in eerste divisie van het Koninklijke Nederlandse Muziek Organisatie (KNMO).
Op het laatst bezocht Nederlandse Brassband Kampioenschappen (NBK) in TivoliVredenburg te Utrecht werd in 2024 een 4e plek behaald met 91 punten in de eerste divisie. Op het French Open Championship te Amboise behaalde Brassband Amersfoort in 2025 een 1ste plek met 114 punten in de eerste divisie en behaalde ze een 3e plek met 93 punten in de marching competition.

## geschiedenis
Op 5 september 1975 ontstond in Ermelo een brassband onder de naam Veluwe Brass. Sinds 2000 repeteert het orkest standaard in Amersfoort. Op 10 mei 2024 werd ook de naam veranderd van Veluwe Brass naar Brassband Amersfoort. De vereniging komt sinds 2018 uit in de eerste divisie
Brassband Amersfoort doet standaard mee aan de NBK, waarbij ze hun hoogtepunt haalde in 2021 met een 2e plek met het stuk From San Marco Quarter. 